# Costantino Affer
Costantino Affer (* 1906; † 1987) war ein italienischer Medailleur.

## Leben
Er stammt aus Mailand, Italien und wurde dort im Jahr 1906 geboren. Seine künstlerische Ausbildung erhielt er an der Scuola di Brera in Mailand heute Accademia di Belle Arti di Brera im Universitätsrang. Er studierte Gravieren, Bildhauerei mit Schwerpunkt Medaillenkunst. Costantino Affer blieb Mailand treu und verstarb dort im Jahr 1987.

## Wirken
1940 begann Costantino Affer mit Ausstellungen seiner Arbeiten und partizipierte seitdem in nationalen italienischen Wettbewerben. Seit 1953 war er auf allen wichtigen internationalen Messen der Medaillenkunst vertreten. Viele Jahre lang war er der künstlerische Direktor der Mailänder Firma Gebrüder Lorioli und verantwortlich für die Produktion von Skulpturen an öffentlichen Gebäuden Mailands, auf Sportanlagen und für private Auftraggeber. Für die Olympischen Winterspiele 1956 in Cortina d’ Ampezzo in Südtirol entwarf er die offiziellen Medaillen. Seine vielseitigen Kunstwerke findet man in zahlreichen Museen und privaten Sammlungen.